# Библиотечное дело
Библиотечное дело — отрасль информационной, культурной, образовательной деятельности общества, включающая создание и развитие сети библиотек, формирование и обработку библиотечных фондов, организацию библиотечного, информационного и справочно-библиографического обслуживания пользователей библиотек, подготовку библиотечных кадров, научное и методическое обеспечение развития библиотек.